# Hachisuka Koji
Hachisuka Koji (蜂須賀 孝治, sinh ngày 20 tháng 7 năm 1990) là một cầu thủ bóng đá người Nhật Bản Hậu vệ hiện tại thi đấu cho Vegalta Sendai ở J. League Division 1.

## Thống kê sự nghiệp

### Câu lạc bộ
Cập nhật đến ngày 23 tháng 2 năm 2018.
| Thành tích câu lạc bộ | Thành tích câu lạc bộ | Giải vô địch | Giải vô địch | Cúp     | Cúp       | Cúp Liên đoàn | Cúp Liên đoàn | Châu lục | Châu lục  | Tổng cộng | Tổng cộng |
| Mùa giải              | Mùa giải              | Số trận      | Bàn thắng    | Số trận | Bàn thắng | Số trận       | Bàn thắng     | Số trận  | Bàn thắng | Số trận   | Bàn thắng |
| --------------------- | --------------------- | ------------ | ------------ | ------- | --------- | ------------- | ------------- | -------- | --------- | --------- | --------- |
| Vegalta Sendai        | 2012                  | 1            | 0            | —       | —         | —             | —             | —        | —         | 1         | 0         |
| Vegalta Sendai        | 2013                  | 20           | 0            | 1       | 0         | 2             | 0             | 4        | 0         | 27        | 0         |
| Vegalta Sendai        | 2014                  | 2            | 0            | 0       | 0         | 0             | 0             | —        | —         | 2         | 0         |
| Vegalta Sendai        | 2015                  | 21           | 0            | 3       | 0         | 5             | 1             | —        | —         | 29        | 1         |
| Vegalta Sendai        | 2016                  | 9            | 0            | 0       | 0         | 5             | 0             | —        | —         | 14        | 0         |
| Vegalta Sendai        | 2017                  | 29           | 0            | 1       | 0         | 8             | 0             | —        | —         | 38        | 0         |
| Tổng                  | Tổng                  | 82           | 0            | 5       | 0         | 20            | 1             | 4        | 0         | 111       | 1         |

## Danh hiệu
Vegalta Sendai
- J1 League Á quân (1): 2012